# Cuora trifasciata
La tortuga caixa ratllada (Cuora trifasciata) és una espècie de tortuga asiàtica d'hàbits semiaquàtiques pròpia del sud de la Xina. Les poblacions del Vietnam i Laos són considerades actualment una espècie aparti. És un animal en greu perill d'extinció.